# Cengel járás
A Cengel járás (mongol nyelven: Цэнгэл сум) Mongólia Bajan-Ölgij tartományának egyik járása.
Székhelye Hösőt (Хөшөөт), mely 80 km-re nyugatra fekszik Ölgij tartományi székhelytől.
A tartomány nyugati részén helyezkedik el. Nyugaton Kína Hszincsiang-Ujgur Autonóm Területével határos, a többi oldalról szinte körbeöleli Ulánhusz járás.
Területének nyugati felén a Mongol-Altaj magas hegyvonulatai húzódnak. Itt emelkedik Mongólia legmagasabb hegycsúcsa, a Hujtun-csúcs (vagy Hüjten-csúcs, mongol nyelven: Хүйтэн оргил, 4374 m).
Nyugati részén van a Hovd  forrásvidéke, és a két hegyi tó, melyeken a folyó vize átáramlik: a Hurgan-tó (Хурган нуур) és a Hoton-tó (Хотон нуур).